# Agamaglobulinemia ligada ao cromossoma X
A agamaglobulinemia ligada ao X ( XLA ) é uma doença genética rara descoberta em 1952 que afeta a capacidade do corpo de combater infecções . Como forma de agammaglobulinemia que é ligada ao cromossomo X , é muito mais comum em homens. Em pessoas com XLA, o processo de formação de glóbulos brancos não gera células B maduras ,  que se manifesta como uma falta completa ou quase completa de proteínas chamadas gamaglobulinas , incluindo anticorpos , em sua corrente sanguínea. As células B fazem parte do sistema imunológico e normalmente fabricam anticorpos (também chamados de imunoglobulinas), que defendem o corpo de infecções sustentando uma resposta de imunidade humoral . Os pacientes com XLA não tratado estão propensos a desenvolver infecções graves e até fatais. Uma mutação ocorre no gene da tirosina quinase de Bruton (Btk) que leva a um bloqueio severo no desenvolvimento das células B (da célula pré-B ao estágio de célula B imatura) e uma produção reduzida de imunoglobulina no soro. O Btk é particularmente responsável por mediar o desenvolvimento e a maturação das células B por meio de um efeito de sinalização no receptor de células B BCR . Os pacientes geralmente apresentam infecções recorrentes na primeira infância , em particular com bactérias extracelulares encapsuladas . O XLA é considerado como tendo uma incidência relativamente baixa da doença, com uma taxa de ocorrência de aproximadamente 1 em 200.000 nascidos vivos  e uma frequência de cerca de 1 em 100.000  recém-nascidos do sexo masculino. Não tem predisposição étnica . O XLA é tratado por infusão de anticorpo humano. O tratamento com gamaglobulina combinada não pode restaurar uma população funcional de células B , mas é suficiente para reduzir a gravidade e o número de infecções devido à imunidade passiva concedida pelos anticorpos exógenos. 
O XLA é causado por uma mutação no cromossomo X (Xq21.3-q22) de um único gene identificado em 1993 que produz uma enzima conhecida como tirosina quinase de Bruton , ou Btk.  XLA foi caracterizado pela primeira vez pelo Dr. Ogden Bruton em um artigo de pesquisa inovador publicado em 1952, descrevendo um menino incapaz de desenvolver imunidades a doenças e infecções infantis comuns.  É a primeira deficiência imunológica conhecida e é classificada com outros defeitos hereditários (genéticos) do sistema imunológico , conhecidos como distúrbios de imunodeficiência primária .

## Sinais e sintomas
Afeta os homens 50% das vezes se a mãe for a portadora do gene. As crianças geralmente são assintomáticas até 6–9 meses de idade, quando a IgG materna diminui. Presente com infecções recorrentes com infecções do SNC por Streptococcus pneumoniae, Haemophilus influenzae, Mycoplasma pneumoniae, vírus da hepatite e enterovírus. O exame mostra hipoplasia linfóide (amígdalas e adenóides, sem esplenomegalia ou linfadenopatia). Existe uma diminuição significativa em todas as imunoglobulinas.

## Genética
Cromossomo X
A maioria dos anticorpos são gamaglobulinas. Os anticorpos são produzidos principalmente por células plasmáticas , que são células filhas da linhagem de células B. A enzima Btk desempenha um papel essencial na maturação das células B na medula óssea e, quando mutados, os linfócitos pró-B imaturos são incapazes de se desenvolver em linfócitos pré-B, que normalmente se desenvolvem em células B maduras (ingênuas) que deixam o medula óssea na corrente sanguínea. [ citação necessária ]
O distúrbio é herdado de forma recessiva ligada ao X (já que o gene ligado a ele está no cromossomo X ) e é quase totalmente limitado aos filhos de portadoras assintomáticas do sexo feminino .  Isso ocorre porque os homens têm apenas uma cópia do cromossomo X, enquanto as mulheres têm duas cópias; uma cópia normal de um cromossomo X pode compensar as mutações no outro cromossomo X, portanto, é menos provável que sejam sintomáticos. [ citação necessária ]
Há 30–50% de chance de pacientes com XLA terem uma história familiar positiva de herança genética. O resto dos casos ocorrem como mutações aleatórias.  Se uma mulher portadora der à luz um filho do sexo masculino, há 50% de chance de que o homem tenha XLA. Uma mulher portadora tem 25% de chance geral de dar à luz um filho do sexo masculino afetado. Um paciente com XLA transmitirá o gene e todas as suas filhas serão portadoras de XLA, o que significa que qualquer neto do sexo masculino das filhas de um paciente com XLA tem 50% de chance de herdar o XLA. Uma paciente XLA só pode surgir como filha de uma paciente XLA e de uma mãe portadora. O XLA também raramente pode resultar de uma mutação espontânea no feto de uma mãe não portadora.

## Diagnóstico
- Níveis baixos de imunoglobulina e ausência de células B
- Exame genéticoO diagnóstico da agamaglobulinemia ligada ao X é feito detectando-se níveis baixos (pelo menos 2 desvios padrão abaixo do valor médio) de imunoglobulinas (IgG, IgA, IgM) e ausência de linfócitos B (< 1% de todos os linfócitos são linfócitos CD19+, detectados por citometria de fluxo). A neutropenia transitória também pode estar presente.

Exame genético pode ser utilizado para confirmar um diagnóstico, mas não é necessário. Normalmente ele é recomendado para parentes de 1º grau. Se a mutação for constatada em membros da família, a análise mutacional das vilosidades coriônicas , a amniocentese , ou a mostras percutâneas de sangue do cordão umbilical estabelecem o diagnóstico pré-natal.

## Tratamento
O tratamento mais comum para o XLA é uma infusão intravenosa de imunoglobulina ( IVIg , anticorpos IgG humanos) todas as semanas, por toda a vida. IVIg é um produto humano extraído e agrupado de milhares de doações de sangue . IVIg não cura o XLA, mas aumenta a longevidade e a qualidade de vida do paciente, ao gerar imunidade passiva e estimular o sistema imunológico .  Com o tratamento, o número e a gravidade das infecções são reduzidos. Com IVIg, os pacientes com XLA podem ter uma vida relativamente saudável. O paciente deve tentar atingir um estado em que sua contagem de IgG no sangue exceda 800 mg / kg. A dose é baseada no peso do paciente e na contagem de IgG no sangue.
Injeções musculares de imunoglobulina (IMIg) eram comuns antes de IVIg ser prevalente, mas são menos eficazes e muito mais dolorosas; portanto, IMIg agora é incomum. O tratamento subcutâneo (SCIg) foi recentemente aprovado pela Food and Drug Administration (FDA) dos Estados Unidos , sendo recomendado em casos de reações adversas graves ao tratamento IVIg.
Os antibióticos são outro tratamento complementar comum. O tratamento local com antibióticos (gotas, loções) é preferível ao tratamento sistêmico (pílulas) para o tratamento de longo prazo, se possível. Uma das perspectivas futuras do tratamento com o XLA é a terapia genética , que pode potencialmente curar o XLA. A tecnologia da terapia genética ainda está em sua infância e pode causar complicações graves, como câncer e até a morte. Além disso, o sucesso a longo prazo e as complicações desse tratamento são, ainda, desconhecidos.